# Robert Bauer
Robert Bauer (Pforzheim, 9 aprile 1995) è un calciatore tedesco, difensore o centrocampista del Buriram Utd.

## Caratteristiche tecniche
Può coprire più ruoli, è un difensore che può giocare sia da centrale che da terzino destro, ma anche da centrocampista mediano.

## Carriera

### Club
Dopo avere fatto per dieci anni le giovanili del Karlsruhe nel 2014 passa per due anni all'Ingolstadt 04 alternandosi tra la prima e seconda squadra, segnando pure due goal nel calcio professionistico.
Nell'estate del 2016 passa al Werder Brema a titolo definitivo con un contratto sino al 2020.

### Nazionale
Nel 2015 è stato convocato dalla nazionale Under-20 tedesca per disputare i Mondiali di categoria. Nell'estate 2016 prende parte alle Olimpiadi di Rio, manifestazione in cui la squadra tedesca si aggiudica la medaglia d'argento nel torneo olimpico di calcio.

## Statistiche

### Presenze e reti nei club
Statistiche aggiornate al 27 maggio 2024.
| Stagione        | Squadra         | Campionato      | Campionato | Campionato | Coppe nazionali | Coppe nazionali | Coppe nazionali | Coppe continentali | Coppe continentali | Coppe continentali | Altre coppe | Altre coppe | Altre coppe | Totale | Totale |
| Stagione        | Squadra         | Comp            | Pres       | Reti       | Comp            | Pres            | Reti            | Comp               | Pres               | Reti               | Comp        | Pres        | Reti        | Pres   | Reti   |
| --------------- | --------------- | --------------- | ---------- | ---------- | --------------- | --------------- | --------------- | ------------------ | ------------------ | ------------------ | ----------- | ----------- | ----------- | ------ | ------ |
| 2014-2015       | Ingolstadt 04   | 2L              | 18         | 1          | CG              | 1               | 0               | -                  | -                  | -                  | -           | -           | -           | 19     | 1      |
| 2015-2016       | Ingolstadt 04   | BL              | 21         | 1          | -               | -               | -               | -                  | -                  | -                  | -           | -           | -           | 21     | 1      |
| 2016-2017       | Werder Brema    | BL              | 27         | 1          | -               | -               | -               | -                  | -                  | -                  | -           | -           | -           | 27     | 1      |
| 2017-2018       | Werder Brema    | BL              | 16         | 0          | CG              | 3               | 0               | -                  | -                  | -                  | -           | -           | -           | 19     | 0      |
| 2018-2019       | Norimberga      | BL              | 22         | 0          | CG              | 2               | 0               | -                  | -                  | -                  | -           | -           | -           | 24     | 0      |
| 2019-2020       | Arsenal Tula    | PL              | 14         | 0          | CR              | 2               | 0               | -                  | -                  | -                  | -           | -           | -           | 16     | 0      |
| 2020-2021       | Arsenal Tula    | PL              | 22         | 1          | CR              | 3               | 1               | -                  | -                  | -                  | -           | -           | -           | 25     | 2      |
| 2021-2022       | Sint-Truiden    | JPL             | 22         | 1          | CC              | 1               | 0               | -                  | -                  | -                  | -           | -           | -           | 23     | 1      |
| 2022-2023       | Sint-Truiden    | JPL             | 24         | 0          | CC              | 2               | 0               | -                  | -                  | -                  | -           | -           | -           | 26     | 0      |
| 2023-2024       | Al-Tai          | SPL             | 33         | 1          | KC              | 1               | 0               | -                  | -                  | -                  | -           | -           | -           | 34     | 1      |
| Totale carriera | Totale carriera | Totale carriera | 219        | 6          |                 | 17              | 1               | -                  | -                  | -                  | -           | -           | -           | 236    | 7      |

## Palmarès

### Club

#### Competizioni nazionali
- Campionato tedesco di seconda divisione: 1

Ingolstadt 04: 2014-2015

### Nazionale
- Argento olimpico: 1

Rio de Janeiro 2016